# 武庫川信号場
座標: 北緯34度43分09秒 東経135度22分41秒 / 北緯34.719223度 東経135.377925度

車内より西望（連続立体交差事業完了後）。
右に分岐しているのが武庫川線への連絡線。

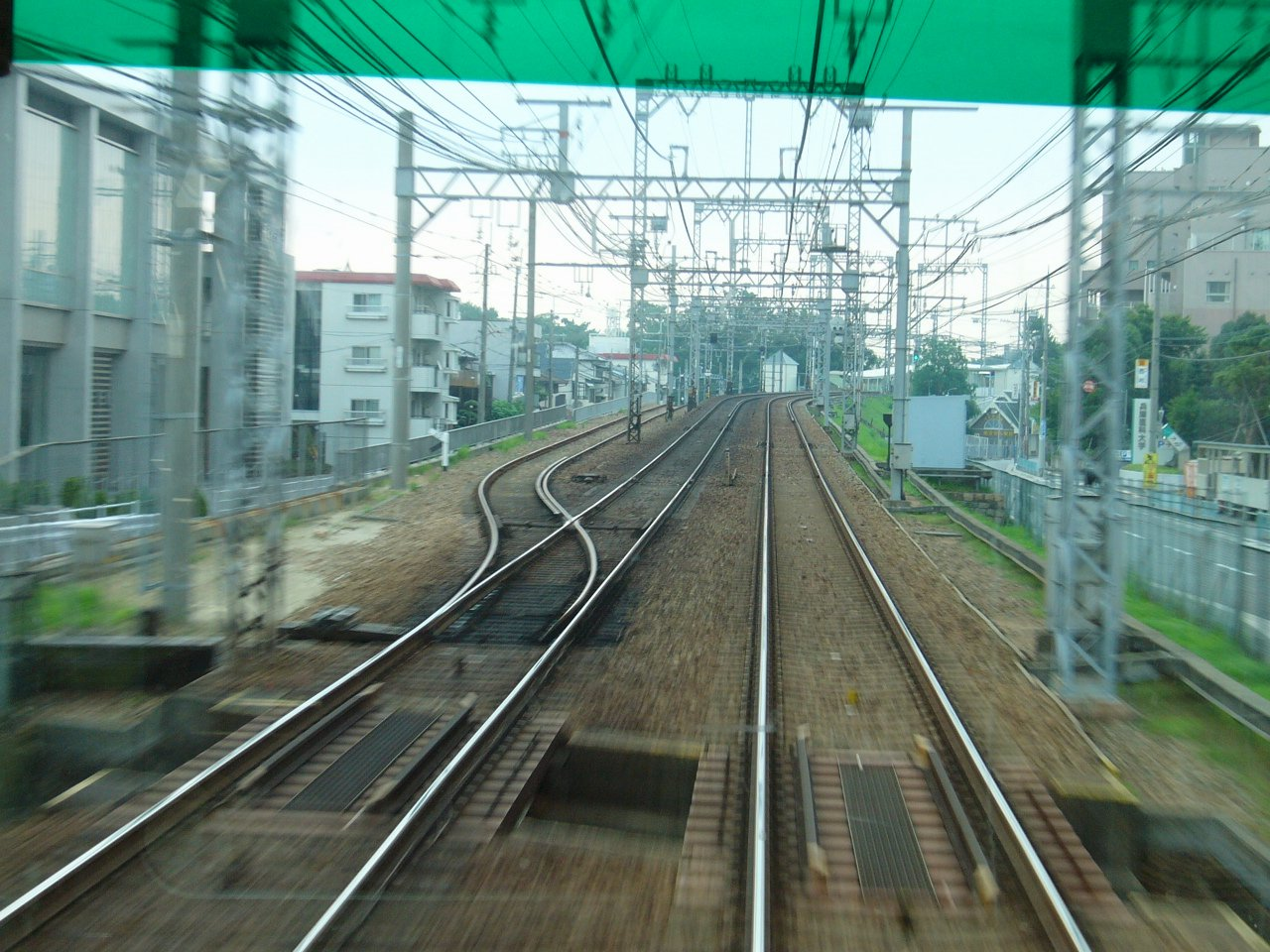
車内より東望（連続立体交差事業着手前）。
左へ分岐するのが武庫川線への連絡線。

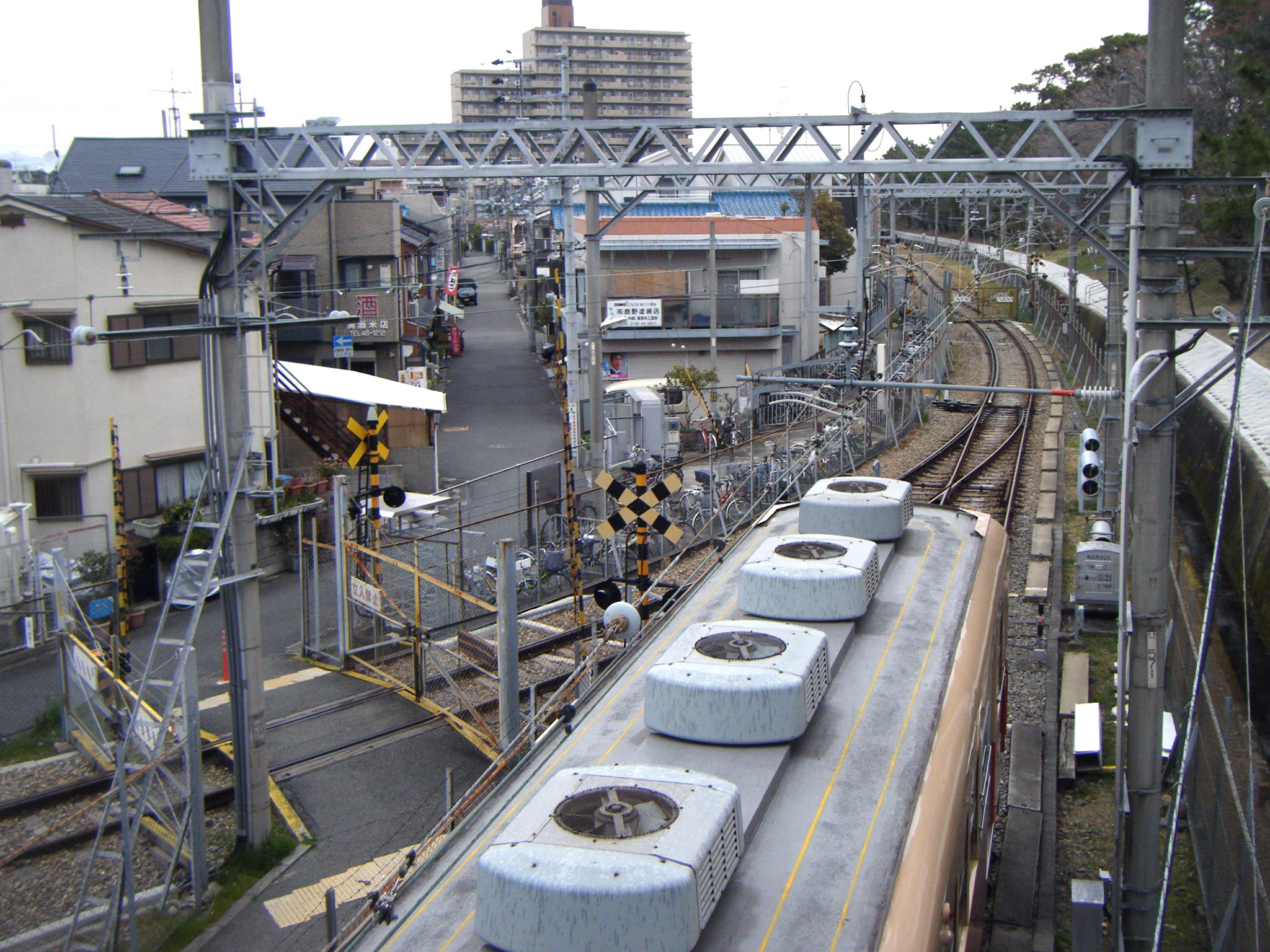
武庫川駅構内より北方を臨む。
軌道の手前が武庫川線、分岐する左方が本線武庫川信号場からの連絡線（踏切にフェンスあり）、奥がスイッチバックとなる引き上げ線。

武庫川信号場（むこがわしんごうじょう）は、兵庫県西宮市にある阪神電気鉄道本線の信号場。
武庫川駅西方にあり、本線と武庫川線とを結ぶ連絡線が分岐する。

## 歴史
- 1943年（昭和18年）11月21日：武庫川線の開業と同時に設置。この当時は下り線側から海側に分岐していた[1]。
- 年月不明：上り線側から山側への分岐となる（現在の位置より武庫川駅寄り）[1]。
- 年月不明：現在の位置に移設される[1]。
- 2011年（平成23年）3月：武庫川駅 - 甲子園駅間の高架化準備工事に伴い、本線上り線の仮線移行より一足先に上り仮線部分からの分岐となり、分岐位置がそれまでよりも神戸寄りに変更となる。
- 2017年（平成29年）3月18日：本線高架化完了により線路切り替え、分岐位置が2011年3月以前の位置に戻る。

## 構造
本線上り線と武庫川線を結ぶ連絡線が、本線北方（上り線の外側）へ分岐する。
武庫川線で運用される車両の回送時にのみ使われる施設であり、当信号場での客扱いはないのでプラットホームはなく、また分岐器や信号機は遠隔操作されるため、信号扱所のような建物もない。また、当信号場を経由して武庫川線と本線を直通する営業列車は存在しない。
かつては、上り線と下り線を結ぶ渡り線も存在し、武庫川線で運用する車両の出入りは全て当信号場で処理されていた。渡り線が撤去された現在では、尼崎車庫から出庫して本線下り線を回送し武庫川線へ入線する車両は、甲子園駅の引き上げ線を使って折り返し、本線上り線を当信号場まで戻って入線するという運用になっている。逆に武庫川線から尼崎車庫への入庫回送は当信号場の本線上で折り返している。
また、かつては朝の出庫と夜の入庫が各2回で1日4回使用されていたが、現行ダイヤでは1編成が武庫川線内に夜間駐泊するため、朝の尼崎車庫 → 甲子園駅 → 武庫川線の出庫回送と、夜の武庫川線 → 尼崎車庫の入庫回送の2回のみ使用されている。
連絡線には途中2か所の踏切が存在するが、通過列車が朝夕の1日2本だけで、かつ最徐行で通過することと、武庫川駅に隣接し係員がすぐ近くにいることから、この踏切から軌道内へみだりに人が立ち入らないようにするため線路側をふさぐための手動で開閉できるフェンス状の扉が設置されており、列車の運行時のみ係員が現場で手動にて扉を操作する。またスイッチバックの先はかつて軌道が東西2本に分かれていたが、西側のみ引き上げ線として残されている（東側は西ノ宮 - 洲先間の貨物線廃止から使用されておらず、その後阪神大震災によりレールが曲がったままの状態で放置された後、撤去された）。
武庫川駅 - 甲子園駅間の高架化工事に伴い本線が仮線に移された関係で、工事中は分岐位置が神戸寄りに変更された。なお、本線は高架化されたが武庫川信号場は高架化されず分岐位置は元に戻されたため、本線は武庫川駅を過ぎると一旦下り勾配となり、武庫川信号場を境に再び上り勾配となり高架線を進む形となっている。
|                   | ↑ 武庫川線 : 武庫川団地前方面 |                         |
| ← 本線 : 梅田方面 | 武庫川駅・武庫川信号場配線図  | → 本線 : 三宮・元町方面 |
| 凡例 出典:        |                               |                         |

## 隣の施設
阪神電気鉄道
本線
武庫川駅 - 武庫川信号場 - 鳴尾・武庫川女子大前駅